# USS Quastinet (AOG-39)
USS Quastinet (AOG-39) był amerykańskim tankowcem typu Mettawee z okresu II wojny światowej. Jego nazwa pochodziła od rzeki Quastinet płynącej w stanie Massachusetts.
Stępkę jednostki, pod starym oznaczeniem MC hull 1802, położono 2 sierpnia 1944, w stoczni East Coast Shipyard Inc. w Bayonne (stan New Jersey). Zwodowano go 24 września 1944, matką chrzestną była E.S. Chappelear. Jednostka została nabyta przez US Navy 28 października 1944 i weszła do służby 6 listopada 1944, pierwszym dowódcą został Lt. Lawrence A. Snider.

## Służba w czasie II wojny światowej
Po dziewiczym rejsie okręt został przydzielony do Atlantyckich Sił Zaopatrzeniowych (ang. Service Force, Atlantic) 28 stycznia 1945. 

## Wycofanie ze służby
Po przydziale do 12 Dystryktu Morskiego (ang. 12th Naval District) "Quastinet" został wycofany ze służby 16 kwietnia 1946. Skreślono go z listy jednostek floty 21 maja. Został przekazany Maritime Commission 9 września 1946.